# 2月30日 (旧暦)
旧暦2月30日は旧暦2月の30日目である。年によっては2月の最終日となる。六曜は先勝である。
太陰太陽暦では月名に関係なく1か月は29日または30日であるため、年によって、現行の太陽暦であるグレゴリオ暦には存在しない2月30日という日も存在した。

## できごと
- 天平5年（ユリウス暦733年3月20日） - 『出雲国風土記』完成（異説あり）。
- 承和2年（ユリウス暦835年4月5日） - 高野山金剛峯寺を定額寺に列す（『続日本後紀』承和8年2月7日条）。
- 永正元年（ユリウス暦1504年3月16日） - 甲子革令のため、文亀より永正に改元。
- 寛永元年（グレゴリオ暦1624年4月17日） - 甲子革令のため、元和より寛永に改元。
- 延享3年　(グレゴリオ暦1746年4月20日) - 江戸で大火（坪内火事）。
- 慶応4年（グレゴリオ暦1868年3月23日） - イギリス公使パークスが、参内謁見に向かう途中、刺客の朱雀操と三枝蓊に襲われる。

## 誕生日
- 寛永10年（グレゴリオ暦1633年4月8日） - 宇都宮遯庵、儒学者（+ 1707年）
- 天保4年（グレゴリオ暦1833年4月19日） - 毛利元承、大名（清末藩主）（+ 1849年）
- 天保7年（グレゴリオ暦1836年4月15日） - 宮本小一、官僚・貴族院議員（+ 1916年）
- 文久元年（グレゴリオ暦1861年4月9日） - 桂秀馬、外科医（+ 1911年）
- 明治5年（グレゴリオ暦1872年4月7日） - 石田孝吉、衆議院議員（+ 1926年）

## 忌日
- 天武天皇10年（ユリウス暦681年3月24日） - 当麻豊浜、貴族（生年不明）
- 嘉禎2年（ユリウス暦1236年4月7日） - 広橋頼資、公卿（* 1182年）
- 永仁2年（ユリウス暦1294年3月28日） - 花山院定雅、公卿（* 1218年）
- 明応4年（ユリウス暦1495年3月26日） - 真盛、天台宗の僧侶（* 1443年）
- 慶長3年（グレゴリオ暦1598年4月5日）- 松下之綱、戦国武将（* 1538年）
- 宝永4年（グレゴリオ暦1707年4月2日） - 宝井其角（榎本其角）、俳諧師・蕉門十哲の一人（* 1661年）（2月29日説あり）
- 寛保3年（グレゴリオ暦1743年3月25日） - 蜂須賀宗英、大名（徳島藩主）（* 1684年）
- 享和2年（グレゴリオ暦1802年4月2日） - 内藤政苗、大名（安中藩主、挙母藩主）（* 1741年）
- 天保6年（グレゴリオ暦1835年3月28日） - 小原君雄、国学者（* 1752年）
- 慶応4年（グレゴリオ暦1868年3月23日） - 朱雀操、幕末の志士（生年不明）